# 浅香新八郎
浅香 新八郎（あさか しんぱちろう、1906年12月1日 - 1944年12月27日）は、日本の俳優である。本名は金谷 幸太郎（かなや こうたろう）。

## 人物・来歴
1906年（明治39年）12月1日、北海道函館区に「金谷幸太郎」として生まれる。
1927年（昭和2年）、日活太秦撮影所に入社する。翌1928年（昭和3年）、デビュー作である志波西果監督の『無念丸橋忠弥』に主演した。同作以降、脇を固める役が多くなる。1932年（昭和7年）には日活を退社し、フリーランスの役者として、日活太秦作品にも日活と配給提携をしていた片岡千恵蔵プロダクション作品にも出演した。1935年（昭和10年）、第一映画設立に参加、高島達之助・溝口健二共同監督によるトーキー『お嬢お吉』に出演する。1936年（昭和11年）には新興キネマに出演し始め、同年、西原孝監督の『沓掛時次郎』で主演した。1937年（昭和12年）、女優の森静子と結婚した。1938年（昭和13年）には嵐寛寿郎からシリーズを引継ぎ、押本七之輔監督の『右門捕物帖 謎の人形』に主演、「むっつり右門」を演じる。
1940年（昭和15年）、吉田信三監督の『金毛狐』を最後に新興キネマを退社、同じく退社した妻の森静子らとともに実演の劇団「新生国民座」を設立した。女剣劇の浅香光代が入団したのがこの劇団である。同劇団での活動中も、浅香は日活京都撮影所が製作した菅沼完二監督の『鞍馬天狗 薩摩の密使』（1941年）、稲垣浩監督の『宮本武蔵 一乗寺決闘』（1942年）に特別出演している。
第二次世界大戦末期の1944年（昭和19年）、杉山昌三九、森静子らとの公演の本番中、舞台上で倒れて死去した。満37歳没。妻の森静子は引退、戦後に再婚した。

## フィルモグラフィ
- 『無念丸橋忠弥』 : 監督志波西果、1928年
- 『維新の京洛 竜の巻・虎の巻』 : 監督池田富保、1928年
- 『不破数右衛門』 : 監督池田富保、1928年
- 『落花剣光録』第一篇・第二篇・第三篇 : 監督清瀬英次郎、1928年 - 1929年
- 『英傑秀吉』 : 監督池田富保、1928年
- 『傘張剣法』 : 監督辻吉郎、1929年
- 『高瀬舟』 : 監督仏生寺弥作、1930年
- 『元禄快挙 大忠臣蔵 天変の巻・地動の巻』 : 監督池田富保、1930年
- 『殉教血史 日本二十六聖人』 : 監督池田富保、1931年
- 『国定忠治 旅と故郷の巻』 : 監督稲垣浩、1933年
- 『国定忠治 流浪転変の巻』 : 監督稲垣浩、1933年
- 『国定忠治 霽れる赤城の巻』 : 監督稲垣浩、1933年
- 『ちりめん供養』 : 監督池田富保、1934年
- 『新納鶴千代』 : 監督伊藤大輔、1935年
- 『お嬢お吉』 : 監督高島達之助・溝口健二、1935年
- 『坂本竜馬』 : 監督冬島泰三、1936年
- 『沓掛時次郎』 : 監督西原孝、1936年
- 『浪華悲歌』 Osaka Elegy : 監督溝口健二、1936年
- 『静御前』 : 監督野淵昶、1938年
- 『右門捕物帖 謎の人形』 : 監督押本七之輔、1938年
- 『右門捕物帖 張子の虎』 : 監督押本七之輔、1938年
- 『右門捕物帖 呪の藁人形』 : 監督竹久新、1938年
- 『錦絵江戸姿 旗本と街奴』 Nishikie Edosugata Hatamoto to Machiyakko : 監督森一生、1939年
- 『里見八犬伝』 : 監督吉田信三、1939年
- 『金毛狐』 : 監督吉田信三、1939年
- 『浪花女』 : 監督溝口健二、1940年
- 『鞍馬天狗 薩摩の密使』 : 監督菅沼完二、1941年
- 『宮本武蔵 一乗寺決闘』 : 監督稲垣浩、1942年

## 註
1. 1 2 3 4 5  『無声映画俳優名鑑』、無声映画鑑賞会編、マツダ映画社監修、アーバン・コネクションズ、2005年、p.127。
2. 1 2 3 4 5 6 7 8 9 10 11  『芸能人物事典 明治大正昭和』、日外アソシエーツ、1998年、「浅香新八郎」の項。
3. 1 2 3  『テレビ・タレント人名事典 第6版』、日外アソシエーツ、2004年、「森静子」の項。